# Rue Nicolas-Charlet
La rue Nicolas-Charlet est une voie du 15e arrondissement de Paris, en France.

## Situation et accès
La rue Nicolas-Charlet est une voie publique située dans le 15e arrondissement de Paris. Elle débute au 175, rue de Vaugirard et se termine au 48, rue Falguière.

## Origine du nom
Elle porte le nom du peintre et dessinateur français Nicolas-Toussaint Charlet (1792-1845).

## Historique
La voie est ouverte en 1883. Elle porte d'abord le nom « rue Charlet » puis prend sa dénomination actuelle le 7 décembre 1900. 